# 有村温泉
有村温泉（ありむらおんせん）は、鹿児島県鹿児島市有村町（旧国大隅国）の桜島南東部海岸沿いにある温泉。

## 泉質
- 弱食塩泉

## 温泉街
温泉街は現存せず、海岸に温泉の湧く場所があるのみである。近くに古里温泉がある。
桜島・錦江湾ジオパークの資料では「有村海岸 天然足湯掘り」の名称で「海岸を自分で掘ってつくる足湯」と説明されている。

## 歴史
1870年（明治3年）に竹下清八によって発見され、1879年（明治12年）頃に住民のための浴場が設置された。周辺は鹿児島湾を望む海岸沿いの風光明媚な地区で別荘地として利用されるなど、鹿児島県内でも著名な温泉保養地の一つであったが、1914年（大正3年）の桜島大正大噴火によって埋没した。

## アクセス
- 桜島港よりバスで約20分。